# Anoplophora chinensis malasiaca
L'Anoplophora chinensis malasiaca Thomson, 1865, è un insetto coleottero appartenente alla famiglia dei cerambicidi, sottofamiglia Lamiinae e tribù dei Lamiini, originario dell'Estremo Oriente.
Venne avvistato in Italia per la prima volta nel 2000, all'interno del territorio comunale di Parabiago e fu poi rinvenuto in una ventina di altri comuni lombardi.

## Descrizione

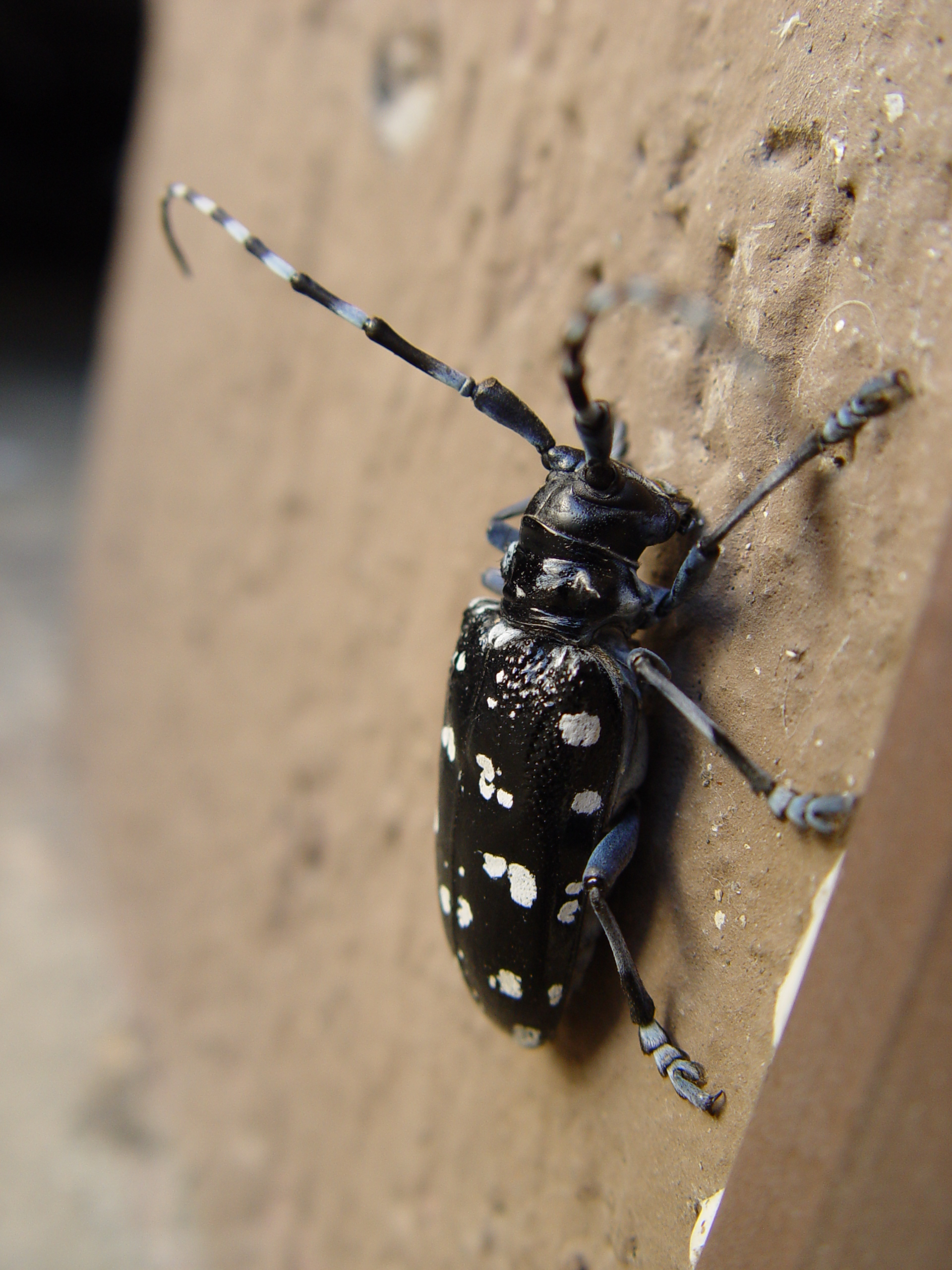
Comunemente è chiamata Cerambice dalle lunghe antenne o impropriamente Tarlo asiatico.

Si tratta di un insetto d'aspetto allungato e robusto, lungo 20–40 mm, di colore blu scuro lucido e con alcune macchie bianche sulle elitre di numero e dimensione variabile. Le zampe e il lato ventrale sono ricoperti di pubescenza azzurra (non presente nella sottospecie A. chinensis chinensis della Cina).
Il capo reca due antenne, lunghe il doppio del corpo nel maschio e appena più lunghe del corpo nella femmina, di colore blu. La base degli articoli 3-11 è ricoperta di pubescenza bianco-azzurra.
Il protorace porta a ciascun lato una spina conica e due macchie bianche sul dorso (non presenti nella sottospecie chinensis).
La base delle elitre è ricoperta di piccoli granuli perliformi, carattere utile a distinguere questa specie dall'affine Anoplophora glabripennis (Motschulsky, 1853), anch'essa talvolta accidentalmente introdotta dall'Asia.

## Biologia
Dalle uova deposte all'interno delle cortecce di piante preferibilmente giovani e vigorose, nascono le larve dotate di potenti mandibole in grado di scavare all'interno del tronco.
Essendo un olometabolo; le larve si nutrono continuamente del legno del cormo fino a raggiungere lo stadio larvale adulto impiegando spesso anche fino ad un anno per raggiungerlo. Le larve adulte compiono una prima metamorfosi che trasforma le stesse in pupe rimanendo in tale condizione per circa 20 gg. Dopo questo periodo, la metamorfosi si completa trasformando l'insetto in immagine adulta e sfarfallando verso l'esterno generando un foro circolare alla corteccia della pianta.
Nonostante l'età, gli adulti non sono ancora maturi sessualmente e per questo continuano a nutrirsi del legno esterno a cortecce delle piante già parassitate o di nuove.
Raggiunta anche la maturità sessuale, da giugno ad ottobre circa, gli adulti continuano la loro attività trofica esterna iniziando l'accoppiamento che si concluderà successivamente con l'ovodeposizione della femmina all'interno di un'altra corteccia.

## Distribuzione
Originario dell'estremo oriente (Giappone), è stato introdotto in Italia forse attraverso l'importazione di qualche bonsai che nascondeva le larve nel legno, oppure da pallets o casse prodotte con legno di latifoglie in cui vi erano insediate le larve. La normativa ISPM15 (approvata nel marzo del 2002 dall' IPPC) impone di sterilizzare con calore il legno grezzo adibito per l'esportazione.

## "Disastro ambientale" in Lombardia
Questo coleottero xilofago è risultato essere un gravissimo problema per la produzione di piante ornamentali in vivaio e per piante di latifoglie, che contraddistinguono la flora tipica del nord Italia ed in particolare delle zone boschive protette, dato che allo stato larvale, la maggior fonte di sostentamento è proprio il legno di tali piante. Sono oltre 50 le piante arboree colpite: Acer spp. (acero), Aesculus hippocastanum (ippocastano), Alnus spp. (ontano), Betula spp.(betulla), Carpinus spp. (carpino), Corylus spp. (nocciolo), Cotoneaster spp. (cotonastro), Crataegus spp. (biancospino), Fagus spp. (faggio), Ficus carica (fico), Lagestroemia spp., Malus spp. (melo), Platanus spp. (platano), Populus spp. (pioppo), Prunus spp., Pyrus spp. (pero), Rhododendron spp. (rododendro), Rosa spp. (rosa), Salix spp. (salice), Quercus spp. (quercia), Ulmus spp. (olmo), Citrus spp. (agrumi).
L'Altomilanese risulta essere la zona più colpita in assoluto, poiché questo tipo di insetto ha letteralmente infestato i territori comunali di Canegrate, Cardano al Campo, Casorezzo, Cerro Maggiore, Gallarate, Inveruno, Lainate, Legnano, Mesero, Nerviano, Parabiago, Pogliano Milanese, San Vittore Olona, San Giorgio su Legnano, Saronno e Villa Cortese, più di altri comuni lombardi.
Tra i parchi e le aree protette, risultano essere gravemente minacciate il Parco Altomilanese, il Parco del Roccolo ed il Parco dei Mulini, per la quantità di comuni adiacenti colpiti, mentre sono a rischio d'infestazione il Parco della Pineta di Appiano Gentile e Tradate, il Parco naturale lombardo della Valle del Ticino, il Parco Agricolo Sud Milano ed il Parco delle Groane, a causa della prossima vicinanza alle aree infestate. La Regione Lombardia ha dichiarato lo stato di quarantena, ordinato l'abbattimento delle piante più colpite ed attuato il monitoraggio totale delle specie arboree a rischio, in tutta l'area interessata e nelle aree limitrofi attraverso il decreto del direttore generale n. 731/2004, pubblicato in data 2 febbraio 2004 sul Bollettino Ufficiale della Regione Lombardia.
Nel luglio del 2008, il Servizio fitosanitario regionale del Lazio ha accertato la presenza dell'insetto xilofago anche su alcune alberature presenti nel Parco Comunale di Via Porta S. Sebastiano a Roma.